# Babuše
Babuše är ett berg i Tjeckien. Det ligger i regionen Olomouc, i den östra delen av landet. Toppen på Babuše är 1 244 meter över havet.